# بلپل‌سکی (دهانه)
بلپل‌سکی یک دهانه برخوردی در ماه‌ است.